# Anthophora orotavae
Anthophora orotavae är en biart som först beskrevs av Saunders 1904.  Anthophora orotavae ingår i släktet pälsbin, och familjen långtungebin. Inga underarter finns listade i Catalogue of Life.